# 蝎子王3：救赎之战
《魔蠍大帝3：為救贖而戰》（英語：The Scorpion King 3: Battle for Redemption），最初片名为《蝎子王3：死者的崛起》，美国于2012年1月直接发行DVD的奇幻动作电影。
本片是《魔蠍大帝系列》第3作，但在發行後遭受評論家的抨擊，其中又以編劇、情節飽受惡評。

## 剧情
马萨尤斯的皇后死于非命，自己意志消沉回頭幹傭兵。埃及国王荷鲁斯趁机雇佣了马萨尤斯，来对抗试图篡权夺位的弟弟塔鲁斯，荷鲁斯派遣马萨尤斯與奧夫拉前去援助Ramusan王，因為塔魯斯想奪得其擁有的死者之書。马萨尤斯與奧夫拉擊退塔魯斯的攻勢，
之後前去救援被塔魯斯俘虜的Silda公主，但公主又被眼鏡蛇組織擄走。與這同時塔魯斯戰勝了Ramusan王，取得了死者之書，並召喚出強大的陰間戰士。
另一方面，原來Silda公主就是眼鏡蛇組織的頭目。
塔魯斯派遣陰間戰士襲擊眼鏡蛇組織,好不容易才擊退，為了阻止塔魯斯，马萨尤斯與奧夫拉假意捆綁了Silda公主潛入塔魯斯陣營，並獲得了勝利。
最後马萨尤斯娶了Silda公主再度成為一個國王，並攔阻了荷鲁斯與他的大軍(因為他們想以援助的名義趁機佔領這個城邦)。荷鲁斯發現马萨尤斯不再消沉，便承認马萨尤斯是一名國王。

## 主演
| 姓名            | 角色     | 备注         |
| --------------- | -------- | ------------ |
| 维克多·韦伯斯特 | 马萨尤斯 | 蝎子王       |
| 朗·普尔曼       | 荷鲁斯   | 埃及国王     |
| 比利·赞恩       | 塔鲁斯   | 荷鲁斯的弟弟 |